# Ravine Cesar
Die Ravine Cesar ist ein Quellbach des Madjini River im Osten von Dominica im Parish Saint David.

## Geographie
Die Ravine Cesar ist der südliche Quellbach des Madjini River. Sie entspringt am Gipfel des Morne La Source Quellbächen und stürzt in kurzen, steilem Lauf nach Osten, wo sie bei Madjini mit der Ravine Negres Marons zusammenfließt und den Madjini River bildet. Der Bach ist ca. 1,8 km lang.